# Tierra Amarilla
Tierra Amarilla – jednostka osadnicza w Stanach Zjednoczonych, w stanie Nowy Meksyk, siedziba administracyjna hrabstwa Rio Arriba.